# Massa en macht
Massa en macht (oorspr. Duitse titel Masse und Macht) is een filosofisch boek uit 1960 van Elias Canetti.
Canetti doet een diepte- en massapsychologische analyse van de massavorming en de wil tot macht, waarin hij ook een beeld schetst van de "paranoïde alleenheerser" 
Vier fenomenen van de massa die in dit boek aan de orde komen zijn:
1. De massa wil altijd groeien.
2. Binnen de massa is er gelijkheid.
3. De massa houdt van dichtheid.
4. De massa heeft een richting nodig.

In dit werk heeft Canetti waarschijnlijk zijn ervaringen met het nazisme verwerkt. Het is geen wetenschappelijk werk, doch verwerkt wel veel wetenschappelijke inzichten. Het is vooral een boek van sterke metaforen waarin bijvoorbeeld de massa vergeleken wordt met vuur dat op een soortgelijke manier plots en onverwacht kan aangroeien. Ook de dichtheid van de massa wordt in verband gebracht met de aanrakingsangst. De massa ontstaat wanneer een van de fundamenteelste eigenschappen van de mens, zijn vrees om in aanraking te komen met het onbekende, omslaat in haar tegendeel. In de dichte menigte waarin lichaam tegen lichaam gedrukt is, voelt de mens zich opgelucht, omdat hij de angstvallig bewaarde afstand kan laten varen en zich gelijk voelt met de anderen. Het gevoel van bevrijding door positieve grensoverschrijding heeft echter een keerzijde. De massa wordt op haar beurt één reusachtig lichaam, dat voortdurend wil groeien, zich bedreigd voelt en in al wat buiten haar is een vijand ziet. Door haar omvang wordt ze gevaarlijker dan een individu.
Canetti toont in dit werk onder andere door metaforen dat massa's een eigen soort dynamiek bezitten en een eigen weg gaan door snel te groeien dankzij mensen die nabijheid willen in plaats van distantie. 
Een sterke metafoor van de macht is die van wat Canetti noemt: een hoop lijken. De kern van de macht ligt volgens Canetti in de verhouding tussen de overlevende en de (ge)dode. Uit de voldoening over het feit dat hij nog leeft en de ander niet meer.